# Goliath II
Pour plus de détails, voir Fiche technique et Distribution.
Goliath II est un court métrage d'animation américain réalisé par Wolfgang Reitherman pour Walt Disney Productions, sorti le 21 janvier 1960.

## Synopsis
Goliath II est un petit éléphant, fils de l'imposant Goliath roi de la jungle. Cela désespère son père.

## Fiche technique
- Titre original : Goliath II
- Réalisateur : Wolfgang Reitherman
- Scénario : Bill Peet
- Animateur[2] : Eric Cleworth, Blaine Gibson, Bill Keil, Hal King, John Lounsbery (directeur), Dick N. Lucas, Cliff Nordberg, Amby Paliwoda, John Sibley
- Layout : Collin Campbell, Basil Davidovich, Vance Gerry
- Décors : Gordon Legg, Richard H. Thomas, Thelma Witmer, Ralph Hulett
- Musique originale : George Bruns
- Producteur : Walt Disney
- Société de production : Walt Disney Productions
- Distributeur : Buena Vista Film Distribution Company
- Date de sortie : 21 janvier 1960
- Format d'image : Couleur (Technicolor)
- Son : Mono (RCA Photophone)
- Durée : 19  min
- Langue : (en)
- Pays :  États-Unis

## Distribution
- Sterling Holloway : narrateur
- Kevin Corcoran : Goliath II
- Barbara Jo Allen : mère de Goliath II
- J. Pat O'Malley : Goliath I, père de Goliath II
- Paul Frees : The Mouse
- Verna Felton : Eloise, une éléphante

## Distinctions
- Sélectionné pour l'Oscar du meilleur court-métrage d'animation 1960[2].

## Commentaires
- Ce film est le premier à utiliser en totalité le procédé de transfert des crayonnés sur cellulo inventé par Xerox[1]. Ce procédé avait été testé sur La Belle au bois dormant (1959) et a été très utile pour Les 101 Dalmatiens (1961).
- Ce film est le premier film de Disney ayant une souris comme méchant[1]
- La séquence des éléphants qui s'emboutissent sera réutilisée en 1967 dans le long métrage Le Livre de la Jungle tandis que le crocodile reprend plusieurs des poses caractéristiques de celui de Peter Pan (1953).[réf. nécessaire]
- Maître Hibou est apparu comme caméo dans ce court-métrage, ça fait référence à Bambi.
- La méchante Souris a fait des grimaces en tirant la langue comme Timothée dans Dumbo.